# Sydafrikanska kommunistpartiet
Sydafrikanska kommunistpartiet, SACP (engelska: South African Communist Party), är ett kommunistiskt politiskt parti i Sydafrika. Det grundades ursprungligen år 1921 som Sydafrikas kommunistiska parti och är ett av de äldsta politiska partierna i landet. Det ingår sedan år 2006 tillsammans med Afrikanska nationalkongressen och den fackliga centralorganisationen Congress of South African Trade Unions i ett politiskt samarbete kallat Trepartsalliansen.

## Historia

### Tidig historia
Sydafrikas kommunistiska parti bildades i juli år 1921 genom en sammanslagning av den syndikalistiska organisationen International Socialist League med ett antal mindre vänsterpolitiska grupper med verksamhet i Sydafrikanska unionen (främst Kapstadens kommunistiska parti, Kapstadens socialdemokratiska federation, Durban Marxist Club, Po'alei Zion, det judiska socialistiska sällskapet i Kapstaden samt ett fåtal medlemmar av Sydafrikanska arbetarpartiet). Judar var klart överrepresenterade i partiet under de första åren och trots att man aktivt försökte bredda sin medlemsbas till att inkludera fler ur den svarta befolkningen genom att propagera för jämlikhet mellan folkgrupperna var detta svårt, i synnerhet då den vita arbetarklassen inte kände någon större solidaritet med de svarta utan snarare såg dem som ett hot som kunde leda till nedtryckta löner.
Under Randrevolten år 1922, då sydafrikanska gruvarbetare strejkade mot lönesänkningar, stödde det nyskapade partiet arbetarna från ett klassperspektiv samtidigt som man fördömde strejkens mer rasistiska sida, där vita arbetare ville förhindra gruvföretagens försök att avreglera rasbarriären i gruvindustrin för att pressa ner lönerna. Strejken krossades delvis på grund av att svarta gruvarbetare inte hade något motiv att mobilisera sig så därför beordrades partiet av Komintern att börja propagera för en "Native Republic", det vill säga förespråka att Sydafrika enbart borde tillhöra den svarta befolkningen. Därefter blev den politiska mobiliseringen av landets svarta invånare ett strategiskt mål för partiet, även om idén om ett "svart Sydafrika" förkastades år 1948. I parlamentsvalet samma år vann Återförenade Nationalistpartiet regeringsmakten och påbörjade genast sitt stora projekt för ett nytt Sydafrika baserat på total rasåtskillnad, kallat apartheid. Därefter ökade trycket snabbt på de som fortfarande förespråkade jämlikhet i landet, i synnerhet kommunisterna som redan före valet var föremål för omfattande polisiära åtgärder.

### Kampen mot apartheid
År 1950 trädde en av de första lagarna som skulle känneteckna apartheidsystemet i kraft, Suppression of Communism Act, som formellt bannlyste Sydafrikas kommunistiska parti och gav justitieministern rätt att beordra frihetsberövandet av vem som helst som bedömdes vara kommunist. Eftersom lagen inte bara förbjöd Kommunistpartiet utan definierade "kommunism" som vad som helst som utgjorde ett hot mot den rådande ordningen och relationen mellan rasgrupperna intensifierades samarbetet mellan kommunisterna och icke-kommunistiska antiapartheidgrupper. Kort innan lagen antogs så röstade Kommunistpartiets centralkommitté för att partiet skulle lösa upp sig självt hellre än att låta partimedlemmar straffas av rättsväsendet. Man gick i själva verket under jorden och omorganiserade sig, från år 1953 under det nya namnet Sydafrikanska kommunistpartiet; det nya namnet skulle tydligare betona partiets nationella prägel.
Regeringens förföljelser tvingade snart kommunisterna att börja operera genom Afrikanska nationalkongressen (ANC). Man tryckte på för att ANC skulle anamma en inklusiv icke-rasbaserad politisk plattform och försvagade den sida inom ANC som förespråkade idén om ett Sydafrika som de svarta afrikanernas land. Kommunistpartiet stödde även bildandet av ANC:s väpnade gren Umkhonto we Sizwe år 1961 där två av dess generalsekreterare, Moses Mabhida och Joe Slovo, kom att bli djupt engagerade. Inflytandet inom ANC växte, särskilt eftersom stödet från sovjetvänliga länder ökade, men ANC som helhet förblev trots det ideologiskt socialdemokratisk som organisation.

### Legalisering efter kalla krigets slut

Sydafrikanska kommunistpartiets flagga.

I samband med kalla krigets slut och avvecklingen av apartheid upphävdes år 1990 förbudet mot partiet. Under Chris Hanis ledning stödde man beslutet att överge ANC:s väpnade kamp samma år för att bana väg för en fredlig demokratisering av landet. 1993 mördades Hani på order av element inom Konservativa partiets styrelse. I parlamentsvalet år 1994, det första sedan demokratiseringen, ställde Sydafrikanska kommunistpartiet upp med kandidater på ANC:s partilista.
Partiet har i princip uteslutande representerats i folkvalda församlingar genom att dess kandidater valts in genom ANC. I november 2017 deltog man emellertid på egen hand i allmänna val, i ett antal kommunala fyllnadsval i Fristatsprovinsen, och erhöll då ca 6,3 % av rösterna. I december 2019 meddelades dock att partiets fjortonde kongress godkänt att man skall fortsätta ge sitt stöd till ANC även i framtida val.

## Politisk plattform
Sedan demokratiseringen år 1994 har Kommunistpartiet aldrig representerats direkt i Sydafrikas parlament men som del av Trepartsalliansen har partimedlemmar röstats in genom ANC.
Den trettonde partikongressen antog 2012 ett politiskt program som fastställde partiets motstånd mot amerikansk imperialism, nyliberal hegemoni och monopoliseringen av landets resurser av den styrande kapitalistiska eliten. Man förespråkar en stark men representativ statsmakt som kan sörja för omstrukturerandet av samhället med "nationell demokratisk revolution" som uttalat mål.